# Roca volcànica
Les roques volcàniques (efusives i vulcanites) són roques ígnies d’origen volcànic que contenen una textura afanítica, és a dir, que part dels seus cristalls són invisibles a ull nu i a més, sovint contenen vidre, les quals han estat emeses a la superfície terrestre en forma de colades de lava o projectades de manera explosiva (piroclasts), o bé formen part d'intrusions poc profundes, com sills, dics, xemeneies i d'altres tipus d'intrusions. (sinònim: roca efusiva, roca eruptiva. sin. compl.: vulcanita.(en eruptive rock, volcanic rock, volcanite, es roca volcánica; fr roche volcanique).
Les roques volcàniques són aquelles que es van formar per un ràpid refredament de la lava a la superfície terrestre o sota el mar. Una roca volcànica sol presentar textura afanítica amb els fenocristalls envoltats per una pasta de gra molt fi generalment microscòpic. Sovint, es caracteritzen per la presència de vidre (matèria amorfa), ja que el seu refredament és molt ràpid. Són freqüents les textures fluïdals i les bombolles produïdes per la fuita de gasos.

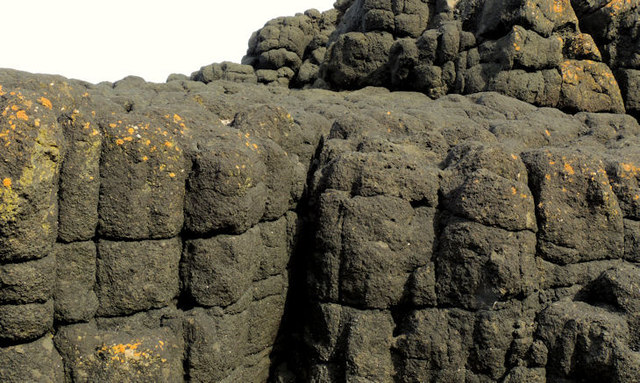
Roques volcàniques a la costa de Downhill, Derry, Irlanda del Nord

Les roques volcàniques cristal·litzen formant colades de lava (corrents de lava solidificats) o piroclasts, aquestes roques procedeixen de magmes bàsics que tenen una baixa quantitat de sílice (SiO₂), gasos i d'altres fluids. Alguns exemples de roques volcàniques són la riolita, la dacita i l'andesita.

## Formació
Els volcans són fissures de l'escorça terrestre que expulsen matèria líquida, sòlida i gasosa de l'interior de la Terra.[…] Quan un volcà entra en erupció, expulsa magma de les capes profundes de la Terra. El magma és una matèria semilíquida que conté roques foses i altres minerals a alta temperatura (entre 700 °C i 1300 °C). Quan el magma surt d'un volcà, s'anomena lava.

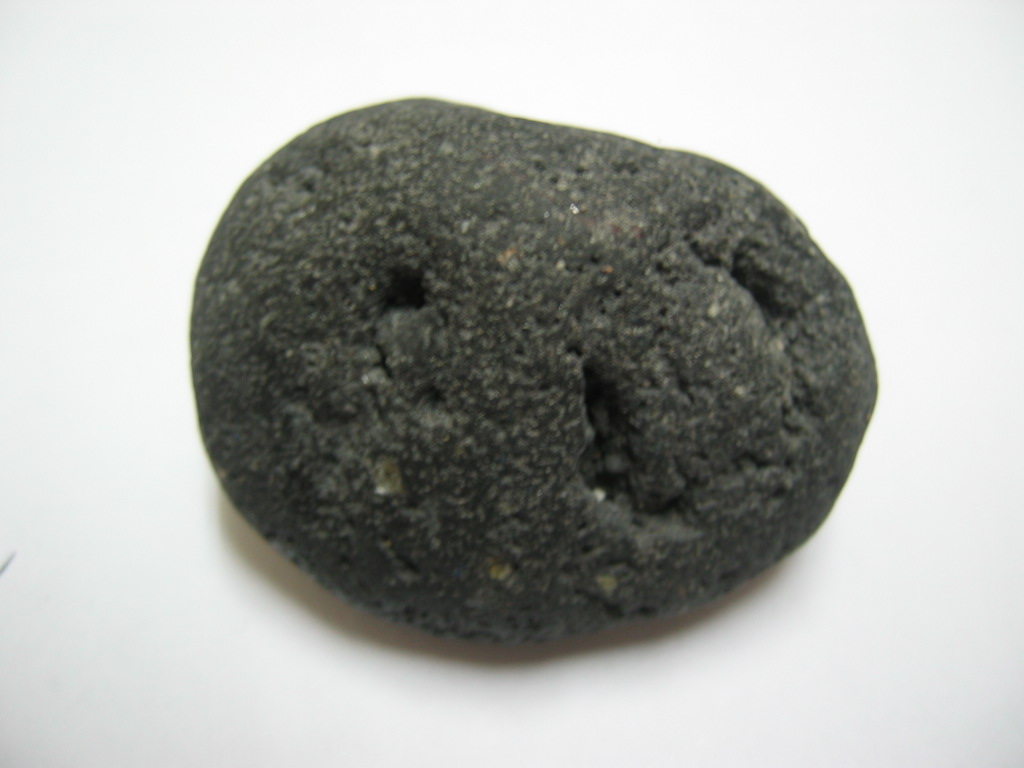
Roca volcánica del Teide (Illes Canàries)

La lava experimenta un refredament ràpid quan arriba a la superfície de l'escorça terrestre. Durant el procés de refredament, es produeix la cristal·lització i els minerals de lava entrellacen les seves partícules. D'aquesta manera, es forma roca ígnia.
Depenent del lloc on es refreda la lava, les roques ígnies recentment formades poden ser extrusives (conegudes com a roques volcàniques o roques de lava) o intrusives (conegudes com a roques plutòniques). Les roques volcàniques es formen quan la lava es refreda ràpidament fora de l'escorça terrestre. Aquest tipus de roca és abundant i es caracteritza pel seus grans de tipus fi.
Quan els magmes assoleixen la superfície de la Terra i es refreden i cristal·litzen en condicions subaèries o subaquàtiques, les roques que en resulten s'anomenen extrusives o volcàniques.
Les roques volcàniques i les roques hipabissals solen tenir cristalls relativament grans i aïllats, que es destaquen en una massa de cristalls de mida molt petita a la matriu. Aquesta textura, anomenada porfírica o microgranular, és indicativa d'un refredament encara molt més ràpid.

## Tipus de roques volcàniques

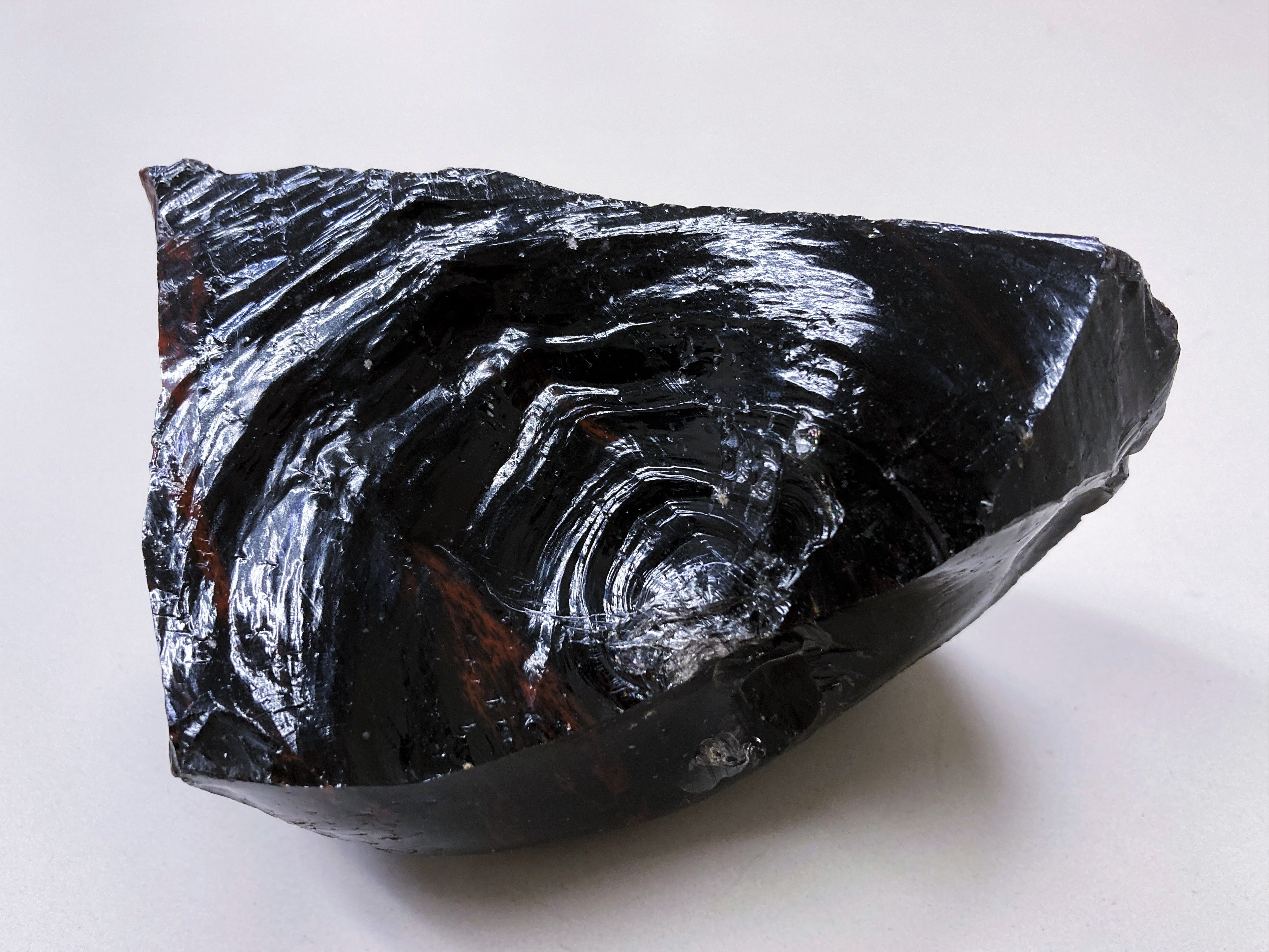
Obsidiana, vidre volcànic on es pot apreciar la característica fractura concoidal. Redmond, Oregon.

Les roques volcàniques es poden classificar de múltiples formes. D'acord amb la seva textura i la mida dels vidres que les componen és pot fer la classificació següent:
- Roques de textura vítria: les roques d'aquest tipus tenen una textura semblant al vidre. Això és perquè el refredament de la lava és tan ràpid que provoca un desordre en els ions, sense poder constituir una estructura cristal·lina ordenada. Un exemple típic de roca amb aquesta estructura és l'obsidiana.
- Roques de textura afanítica: aquest tipus de roca sʻorigina a partir dʻun refredament considerablement ràpid de la lava. Com a resultat, els vidres són tan petits que són impossibles d'observar a ull nu. Dins dels exemples de roques volcàniques amb aquesta textura, hi trobem la riolita.
- Roques de textura porfírica: s'originen producte de les diferents temperatures de cristal·lització dels minerals. Per això, aquest tipus de roques presenten vidres de grans dimensions immersos en una matriu de vidres més petits. Com a exemple, el basalt presenta aquest tipus de textura, encara que sovint pot presentar parts amb altres textures.
- Roques de textura piroclàstica: durant les erupcions volcàniques s'emet el flux piroclàstic, format per gasos i diferents fragments de roca. Aquests fragments es classifiquen, segons el seu diàmetre, en: cendres (diàmetre menor a 2 mil·límetres), lapil·li (diàmetre entre 2 a 64 mil·límetres) i bombes o blocs (diàmetre major a 64 mil·límetres). Aquests fragments de roca es poden consolidar i originar roques de textura piroclàstica. L'exemple més comú de roques amb aquest tipus de textura és el tuf.[4]

## Roques volcàniques més comunes
La lava està formada per cristalls, vidre volcànic i bombolles (gasos volcànics). A mesura que el magma s'acosta a la superfície i es refreda, comencen a cristal·litzar els minerals com l'olivina i a formar-se bombolles de gasos volcànics. Quan la lava entra en erupció, està formada per un "granissat" de cristalls, materials líquids incandescents i bombolles. Els materials líquids en estat de fusió es vitrifiquen formant vidre volcànic. Químicament, la lava està formada pels elements: silici, oxigen, alumini, ferro, magnesi, calci, sodi, potassi, fòsfor i titani (a més d'altres elements en concentracions més petites). Tanmateix, els diferents tipus de roques volcàniques tenen composicions químiques diferents.
| Roca           | composició química                                                | color                                | característiques                                | textura                                                      |
| -------------- | ----------------------------------------------------------------- | ------------------------------------ | ----------------------------------------------- | ------------------------------------------------------------ |
| Riolita        | fèlsica (més de 63% de SiO2)                                      | blanc, rosat o verd                  | quars i feldespat abundós                       | afanítica i porfírica amb vitrificacions                     |
| Andesita       | Intermèdia (del 52 al 63% de SiO2)                                | gris verdós clar                     | plagioclases i hornblendes                      | porfírica, afanítica                                         |
| Basalt         | màfica (del 45 al 52% de SiO2)                                    | de gris i verd fosc a negre          | plagioclases, piroxè i olivina                  | afanítica vesicular, sovint amb parts de vidre o porfíritica |
| Dacita         | fèlsica (més del 63% de SiO2)                                     | gris i gris rogenc                   | amb ferro abundós                               | afanítica i porfírica                                        |
| Traquita       | (60 al 65% de SIO2)                                               | gris clar                            | amb biotita i augita                            | afanítica i porfírica fenocristalls grans                    |
| Pumicita       | félsica (més del 63% de SiO2)                                     | gris clar; rosat                     | cendres i vidre; pot arribar a surar en l'aigua | vesicular i piroclàstica                                     |
| Toba volcànica | generalment fèlsica (més del 63% de SiO2), però sovint intermèdia | gris clar i verd clar                | cendres i vidre, sovint en laminacions          | piroclàstica                                                 |
| Ignimbrita     | intermèdia (del 52 al 63% de SiO2)                                | diferents tons de gris, blanc i verd | fragments de vidre i pumita en masses de cendra | piroclàstica de flux                                         |
| Escòria        | màfica (del 45 al 52% de SiO2), sovint també intermèdia           | gris fosc                            | amb basalt i andesita                           | vesicular                                                    |
| Obsidiana      | Fèlsica (més del 63% de SiO2)                                     | fosc de diverses coloracions         | vidre; de fractura concoidal                    | vítria                                                       |

## Classificació dels materials fragmentaris
Article principal: Roca piroclàstica

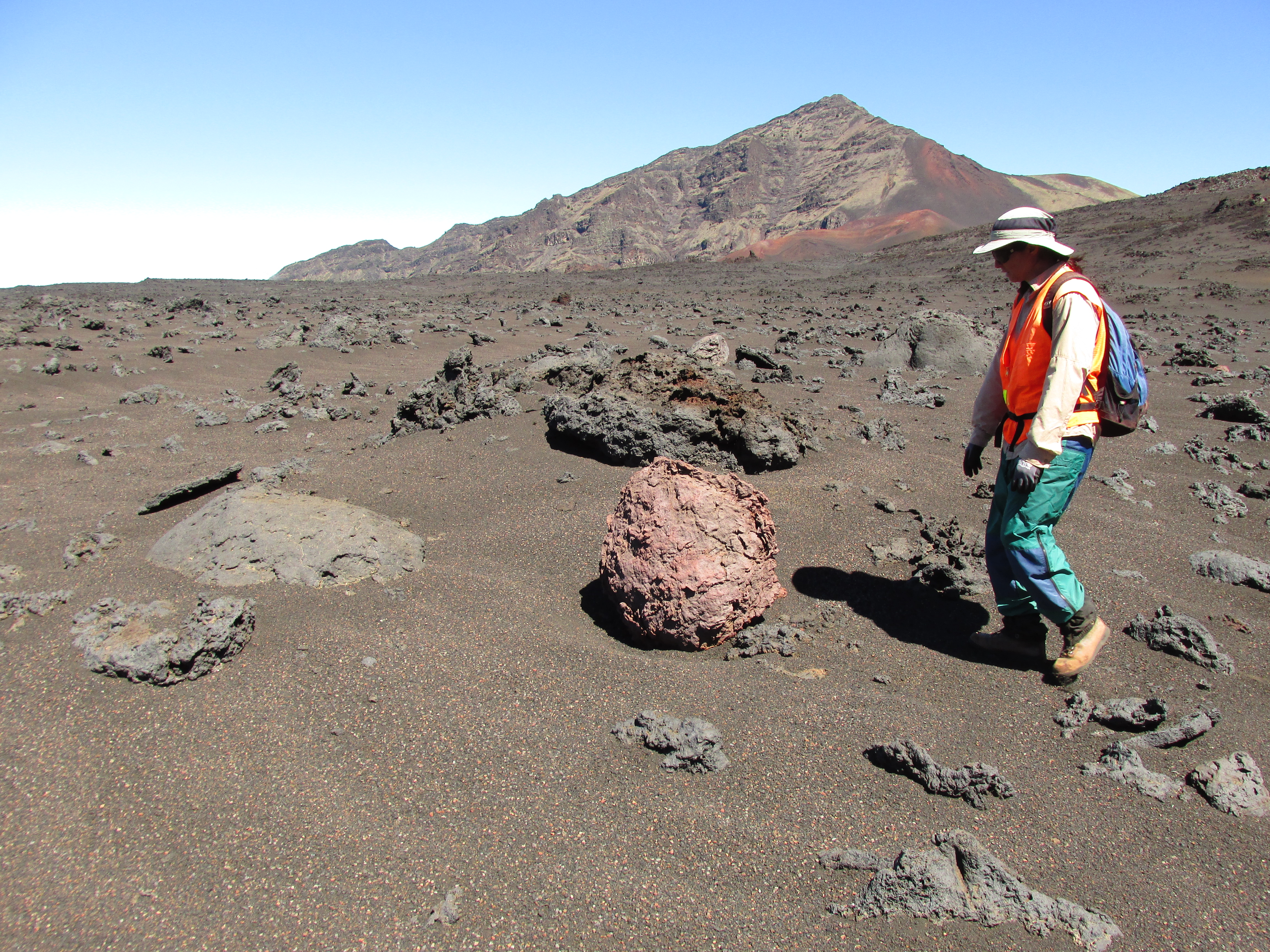
Bomba de lava al parc nacional de Near Kaulupo Cone Haleakala, Maui, Hawaii. (2016)

La classificació dels piroclastos es pot fer tenint en compte la granulometria, o bé la naturalesa dels piroclastos. En el cas de la granulometria es té en compte la mida dels fragments de cristalls, de roques i de vidre emesos durant una erupció explosiva. Els tipus de piroclastos són:
- Bombes: Piroclastos de mida superior a 64 mm amb morfologia arrodonida o subarrodonida
- Blocs: Piroclastos de mida superior a 64 mm amb morfologia angulosa o subangulosa
- Lapil·lis: Piroclastos de mida que varia entre 2 i 64 mm
- Cendres: Piroclastos de mida inferior a 2 mm. Es distingeixen les cendres gruixudes (entre 2 mm i 0.063 mm) i les fines (mida inferior a 0.063 mm)[6]